# Марганцовая кислота
Марганцо́вая кислота́ — сильная, нестабильная, неорганическая кислота фиолетово-красного цвета с химической формулой {\displaystyle {\ce {HMnO4}}}. В чистом виде не выделена, существует в виде раствора.
Анион {\displaystyle {\ce {MnO4^-}}} окрашивает соли в интенсивный малиново-фиолетовый цвет. 
Соли марганцовой кислоты называются перманганатами. Самой известной солью марганцовой кислоты является перманганат калия (в просторечии — марганцовка).

## Физические свойства
Марганцовая кислота не выделена в свободном виде. Максимальная концентрация в водном растворе без разложения составляет 20 %. Растворы марганцовой кислоты имеют фиолетовую окраску. При температуре ниже 20 °C образует кристаллогидрат состава {\displaystyle {\ce {HMnO4.2H2O}}}, имеющий ионное строение {\displaystyle {\ce {(H5O2)+(MnO4)-}}}.

## Химические свойства
Марганцовая кислота в растворе медленно разлагается, при этом выделяется кислород и выпадает осадок диоксида марганца:
{\displaystyle {\ce {4HMnO4 -> 4MnO2 v + 3O2 ^ + 2H2O}}}.
Проявляет общие для сильных кислот свойства, например вступает в реакции нейтрализации с сильными и слабыми основаниями:
{\displaystyle {\ce {HMnO4 + NaOH -> NaMnO4 + H2O,}}}
{\displaystyle {\ce {HMnO4\ +NH3.H2O->[<20~^{\circ }{\text{C}}]NH4MnO4\ +H2O}}}.
Марганцовая кислота, как и её соли (перманганаты), является сильным окислителем, например в реакциях:
{\displaystyle {\ce {2 HMnO4 + 14 HCl -> 2 MnCl2 + 5 Cl2 ^ + 8 H2O,}}}
{\displaystyle {\ce {2HMnO4\ +2(NH3.H2O)\ ->[>20~^{\circ }{\text{C}}]}}}
{\displaystyle {\ce {-> 2 MnO2 v {}+ N2 ^ {}+ 6 H2O}}}.

## Получение
Раствор марганцовой кислоты чаще всего получают путём реакции разбавленной серной кислоты с раствором перманганата бария, образующийся нерастворимый осадок сульфата бария удаляется фильтрованием:
{\displaystyle {\ce {Ba(MnO4)2 + H2SO4 -> 2HMnO4 + BaSO4 v}}}.
Марганцовая кислота может быть получена взаимодействием оксида марганца(VII) с водой при охлаждении:
{\displaystyle {\ce {Mn2O7 + H2O -> 2HMnO4}}}.
Также марганцовая кислота может быть получена окислением сульфата марганца висмутатом натрия в кислой среде:
{\displaystyle {\ce {2 MnSO4 + 5 NaBiO3 + 16 HNO3 -> 2 HMnO4 + NaNO3 +2Na2SO4 + 5 Bi(NO3)3 + 7 H2O}}}.